# Distretto di Lùn
Il distretto di Lùn è uno dei ventisette distretti (sum) in cui è suddivisa la provincia del Tôv, in Mongolia. Conta una popolazione di 2.515 abitanti (censimento 2007). 